# Carburi
I carburi sono composti del carbonio con metalli o altri elementi meno elettronegativi. 
Dal punto di vista chimico, possono essere considerati sali dell'acetilene o del metano, che vengono liberati dalla reazione di alcuni di loro con delle basi. Se i carburi entrano a contatto con acqua o acidi si ha la riformazione dell'idrocarburo di partenza.
I primi, detti anche dicarburi, sono sali dell'anione C2−2, i secondi sono sali dell'anione C4−.
Il "carburo" per antonomasia, il più noto, è quello di calcio, CaC2, che viene usato dagli speleologi per produrre l'acetilene usato nelle lampade. L'acetilene prodotto è anche usato per il cannello ossi-acetilenico, capace di sprigionare temperature fino a 3000 °C.
I carburi dei metalli di transizione, quelli di boro e di silicio sono inerti a molti solventi, acidi o basici, e trovano pertanto impiego nella produzione di materiali refrattari e di leghe ad alta resistenza. 
Vengono ottenuti per diretta combinazione dell'elemento con carbon coke o grafite ad alte temperature (in genere superiori ai 1 800 °C). La maggior parte di essi si presenta come polveri con varie tonalità di grigio fino al nero, e di densità comprese tra 6-17 kg/dm³.
Sono tutti dotati di spiccate proprietà refrattarie, soprattutto verso le altissime temperature (spesso vicino ai 3 000 °C), alle quali mantengono la loro stabilità molecolare per tempi molto lunghi. Come tali, o sinterizzati, trovano impiego nella manifattura di utensili che devono sopportare elevate velocità di taglio (usura), e di pezzi sottoposti a temperature elevate (turbine, ugelli per missili, crogioli di fusione, ecc.).
Nella tabella seguente si riportano i carburi metallici più conosciuti ed impiegati:
| nome                 | densità (kg/dm³) | punto di fusione (°C) |
| -------------------- | ---------------- | --------------------- |
| carburo di vanadio   | 5,63             | 2 830                 |
| carburo di titanio   | 4,93             | 2 940                 |
| carburo di niobio    | 7,80             | 3 600                 |
| carburo di tungsteno | 15,63            | 2 830                 |
| carburo di tantalio  | 14,5             | 3 880                 |
| carburo di afnio     | 12,6             | 3 890                 |
| carburo di zirconio  | 6,73             | 3 530                 |
| carburo di molibdeno | 8,40             | 2 690                 |
| carburo di lantanio  | 10,6             | 2 625                 |
| carburo di silicio   | 3,22             | 2 730                 |

Il carburo di silicio (SiC, detto anche carborundum) è usato per produrre carte e dischi abrasivi.